# La Colmena (Paraguay)

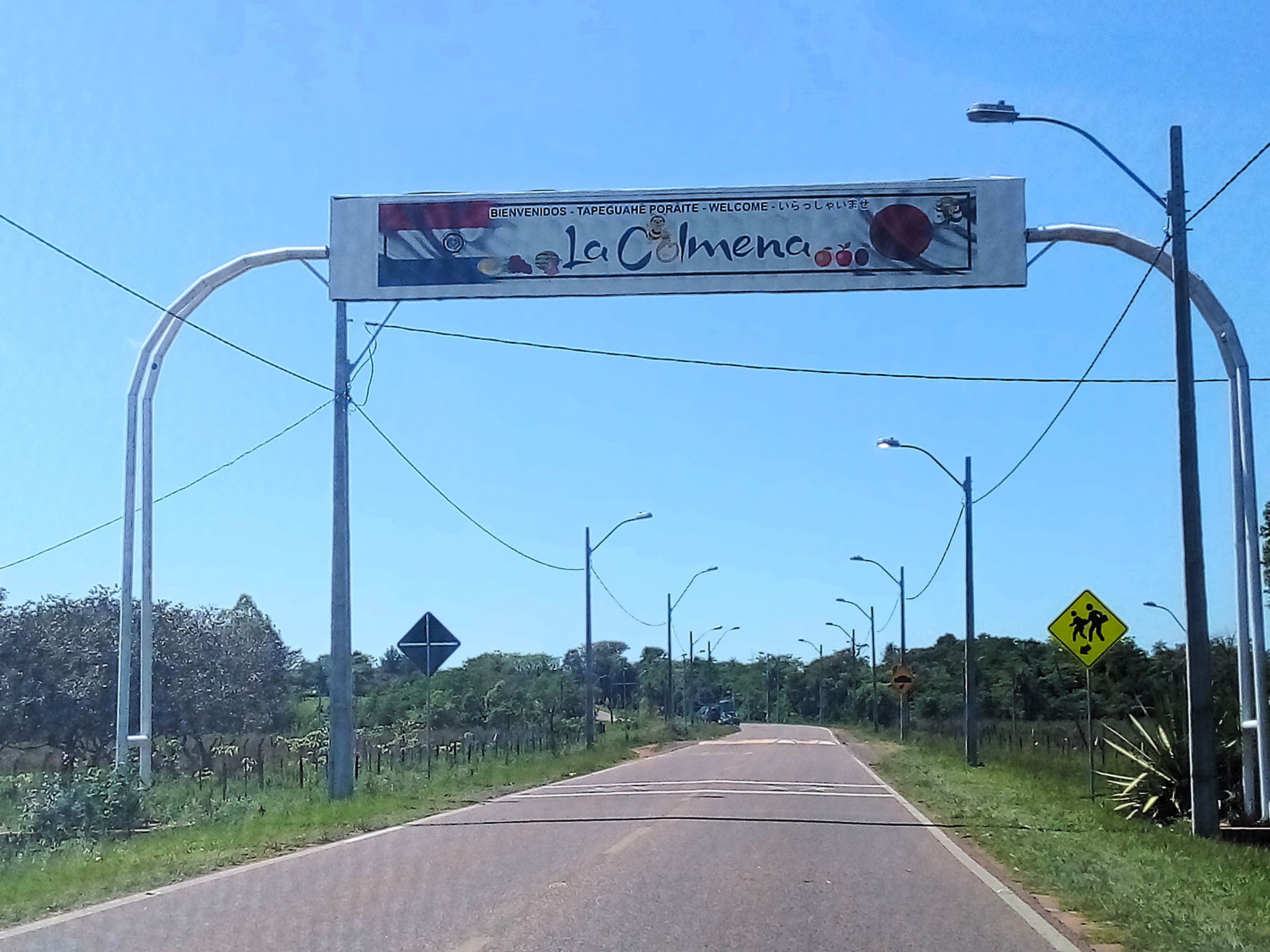
Acceso a La Colmena por el ramal desde la Ruta PY01.

La Colmena es un distrito en el departamento de Paraguarí y es la primera colonia japonesa en el Paraguay.

## Historia
Fue fundado por un grupo de 11 familias japonesas compuesta de 81 personas quienes llegaron al Paraguay en el año 1936, como parte de continuos éxodos de habitantes del Japón, debido a las constantes amenazas de guerras que se cernían en dichas zonas. Tal inmigración se realizó por etapas, iniciándose en junio de 1936 a noviembre de 1941.
Este primer grupo de inmigrantes japoneses se asentó en una propiedad perteneciente a la Compañía Yahapetymí del distrito de Ybytymí, y por Decreto Ley N.º 1026 del 30 de abril de 1936, se reconoce oficialmente la Colonia La Colmena, pero se adopta como fecha de fundación el 15 de mayo de 1936, y como fundador al ciudadano japonés el Dr. Kunito Miyasaka, quien había comprado estas tierras de 11.500 ha, para el asentamiento de la primera inmigración japonesa a este país.
Los colonos japoneses lotearon la propiedad adquirida, estableciendo en ella terrenos para las principales instituciones sociales, económicas y educativas.

## Geografía
Se encuentra ubicado en la Región Oriental del Paraguay pertenece al margen occidental de la cuenca del Paraná la que se extiende al noreste y este hacia la parte brasileña y al sur hacia la parte Argentina de la cuenca. La Colmena está ubicada en el departamento de Paraguarí en la República del Paraguay. Dista unos 132 km. al Sudeste de la capital del país, Asunción.
Limita con el tres distritos del departamento de Paraguarí (Ybytymí al Norte, Este y Oeste; Tebicuary-mí al Este; Ybycuí al Sur) y un distrito del departamento de Guairá (Borja al Este).
Tiene un clima subtropical con temperaturas de 23 °C de promedio y precipitaciones anuales de 920 mm. Presenta un suelo fértil y para la agricultura. En algunas zonas son aluvionales. La fertilidad de su suelo, genera la mayor parte de la riqueza y producción.
El distrito está bordeado por los cerros Apyraguá, Potrero Alto, Barrero Azul, Fátima, Isla Alta, y Mbocayaty.

## Hidrografía
La Colmena pertenece a la cuenca del río Tebicuary-mí que desemboca en el río Paraguay a la altura del kilómetro 147 a 40 km aguas arriba del Puerto El Pilar, en total esta cuenca hidrográfica abarca una extensión de alrededor de 28.800 km², y tiene un recorrido total desde su naciente hasta su desembocadura de aproximadamente 500 km. Entre sus nacientes hídricos está la cuenca se encuentran Rory y Rory-mi, los arroyos Jahapety, Paso Tranquera, Mendoza, Kure Paso, etc.

## Flora
Las principales formaciones vegetales dominantes son: los bosques, ya sean sobre los llanos, sobre las mesetas y en las márgenes de cursos de agua, denominados ribereños. El bosque del Distrito de La Colmena está clasificado como Bosque Atlántico Interior; las sabanas, que de acuerdo a la dominancia de la vegetación pueden ser de pastizales o de palmares; los humedales o depresiones inundables, con dominancia de la vegetación acuático palustre. Estos se ubican en su mayoría en la parte baja de los micro-cuencas.
En la comunidad se ubicó una especie de planta aromática de la medicina folklórica paraguaya llamada Achyrocline satureoides (Lam.) DC. {Paraguarí, La Colmena 28/IV/1985, Soria 1423 (FCQ)}. Familia de las Compuestas; «márcela». La sumidad florida preparada en forma de té se utiliza como digestivo.
Existen diversas especies de orquídeas en los bosques. Las especies nativas están conservadas a plenitud en la mayoría de las reservas naturales.

## Fauna
En La Colmena se encuentran las cigarras y los pájaros. Vuelan ejemplares de Martín pescador, picaflor, halconcito, tijerita, loros, cotorras, cardenales, korochire, guyrau y tucán. Existen gran variedad de mariposas da el toque de color para matizar el verde.

## Comunicación
Posee la Radio Colmenar F.M. 92.5 y Radio Colonia 88.1 F.M.Emisora Comunitaria al servicio de toda la comunidad las 24hs.